# Bromuro di fenilmagnesio
Il bromuro di fenilmagnesio è un composto chimico di formula C6H5MgBr che in una soluzione 3M di etere dietilico si presenta come un liquido da giallo a marrone.

## Caratteristiche strutturali e fisiche
È un composto organometallico contenente magnesio, nello specifico un alogenuro di arilmagnesio. È solubile in dietiletere o tetraidrofurano (THF). Il composto forma invariabilmente un addotto con due ligandi OR2 dall'etere o dal THF usati come solvente. Pertanto, il magnesio è tetraedrico e obbedisce alla regola dell'ottetto. Le distanze Mg–O sono 201 e 206 pm, mentre le distanze Mg–C e Mg–Br sono rispettivamente 220 pm e 244 pm.
| N. di atomi pesanti                  | 8                 |
| N. di accettori di legami a idrogeno | 2                 |
| Massa monoisotopica                  | 179,94250 u       |
| Peso specifico                       | 1,14              |
| Gravità specifica                    | 1,34 mg/L a 25 °C |

## Sintesi
La preparazione in laboratorio prevede il trattamento del bromobenzene con magnesio metallico, generalmente sotto forma di trucioli. Può essere usata una piccola quantità di iodio per attivare il magnesio, così da innescare la reazione.
La reazione generale è la seguente:
{\displaystyle {\ce {C6H5Br + Mg ->[etere] C6H5MgBr}}}

## Reattività e caratteristiche chimiche
Il composto reagisce violentemente con l'acqua sviluppando gas infiammabili e può formare perossidi esplosivi. Il bromuro di fenilmagnesio è un nucleofilo forte e una base forte. Può estrarre anche protoni leggermente acidi, quindi il substrato deve essere protetto dove necessario. Spesso viene aggiunto ai carbonili, come chetoni o aldeidi.

### Reazioni
Il composto può inoltre reagire con:
- cloruro ferrico per dare il ciclopentadienilmagnesio che può a sua volta reagire con il cloruro ferrico per formare ferrocene;
- tricloruro di cromo in soluzione di etere dietilico per formare dibenzenecromo;
- cloruro di piombo per formare esafenildipiombo;
- cloruro di piombo, a bassa temperatura, in presenza di iodobenzene, per ottenere tetrafenilpiombo;
- tetracloruro di germanio, in soluzione di tetraidrofurano, per ottenere tetrafenil germanio;
- trifluoruro di boro, in etere dietilico, per ottenere tetrafenilborato di magnesio bromuro.

{\displaystyle {\ce {C6H5NO + C6H5MgBr -> C12H11NO + MgBrOH}}}
{\displaystyle {\ce {C6H12O + C6H5MgBr -> C11H18O}}}
{\displaystyle {\ce {H2CO + C6H5MgBr ->[H^+, H2O] C6H5-CH2OH}}}
{\displaystyle {\ce {C2H4O + C6H5MgBr ->[H2O] C8H10O + MgBrOH}}}
{\displaystyle {\ce {C8H8O2 + 2 C6H5MgBr ->[etere][H^+,H2O] trifenilmetanolo}}}
{\displaystyle {\ce {metilbenzoato + C6H5MgBr -> benzofenone}}}

## Farmacologia e tossicologia

### Tossicologia
Il composto provoca ustioni.

## Applicazioni
Il composto viene impiegato in chimica organica, come reagente chimico (agente arilante, reattivo di Grignard).